# 南総なのはな七福神

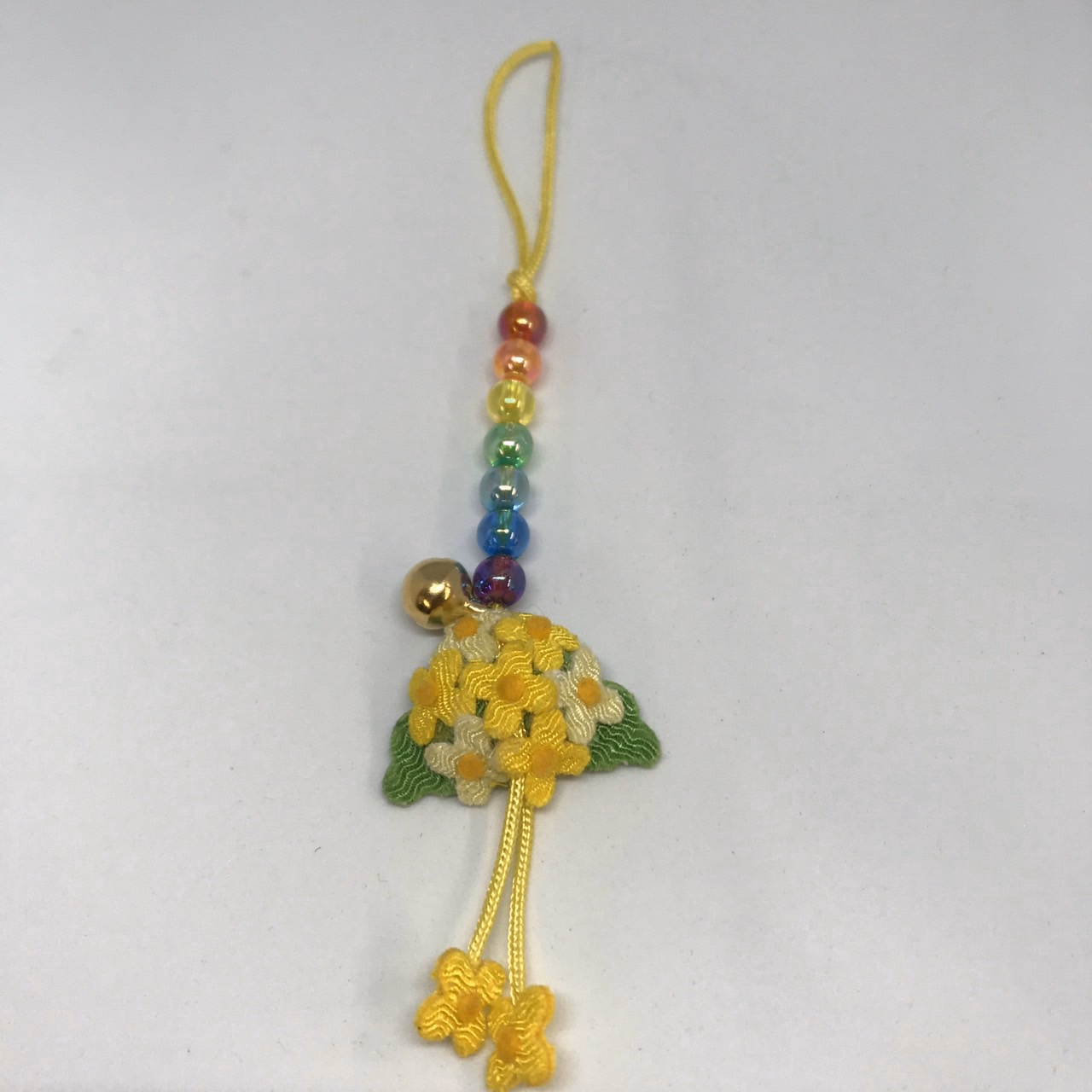
南総なのはなストラップ

南総なのはな七福神（なんそうなのはなしちふくじん）は、千葉県鴨川市・南房総市・館山市にある7箇所の寺院から構成される七福神めぐりの巡礼札所。
令和元年房総半島台風（台風15号）・令和元年東日本台風（台風19号）で甚大な被害を受けた被災地の一刻も早い復興と、国家安寧・世界平和を願い、有志の寺院で令和2年に開創された札所である。毎年、菜の花の咲く春に8日間の期間を定めご開帳される。期間中、各札所でご朱印に合わせ、宝珠が授与され、別途、購入出来る【なのはなストラップ】に7つの宝珠を通すと虹色になる。ストラップの売り上げの一部は、災害復興団体に寄付される。

## 札所の一覧
- 観音寺　真言宗智山派【寿老人】　所在地：鴨川市横渚1133
- 眞言院　真言宗智山派【恵比寿】　所在地：南房総市和田町黒岩767-2
- 真野寺　真言宗智山派【大黒天】　所在地:南房総市久保587
- 能蔵院　真言宗智山派【布袋尊】　所在地：南房総市千倉町忽戸146
- 小松寺　真言宗智山派【毘沙門天】所在地：南房総市千倉町大貫1057
- 妙音院　高野山真言宗【弁財天】　所在地：館山市上真倉1689
- 長福寺　真言宗智山派【福禄寿】　所在地 : 館山市館山928

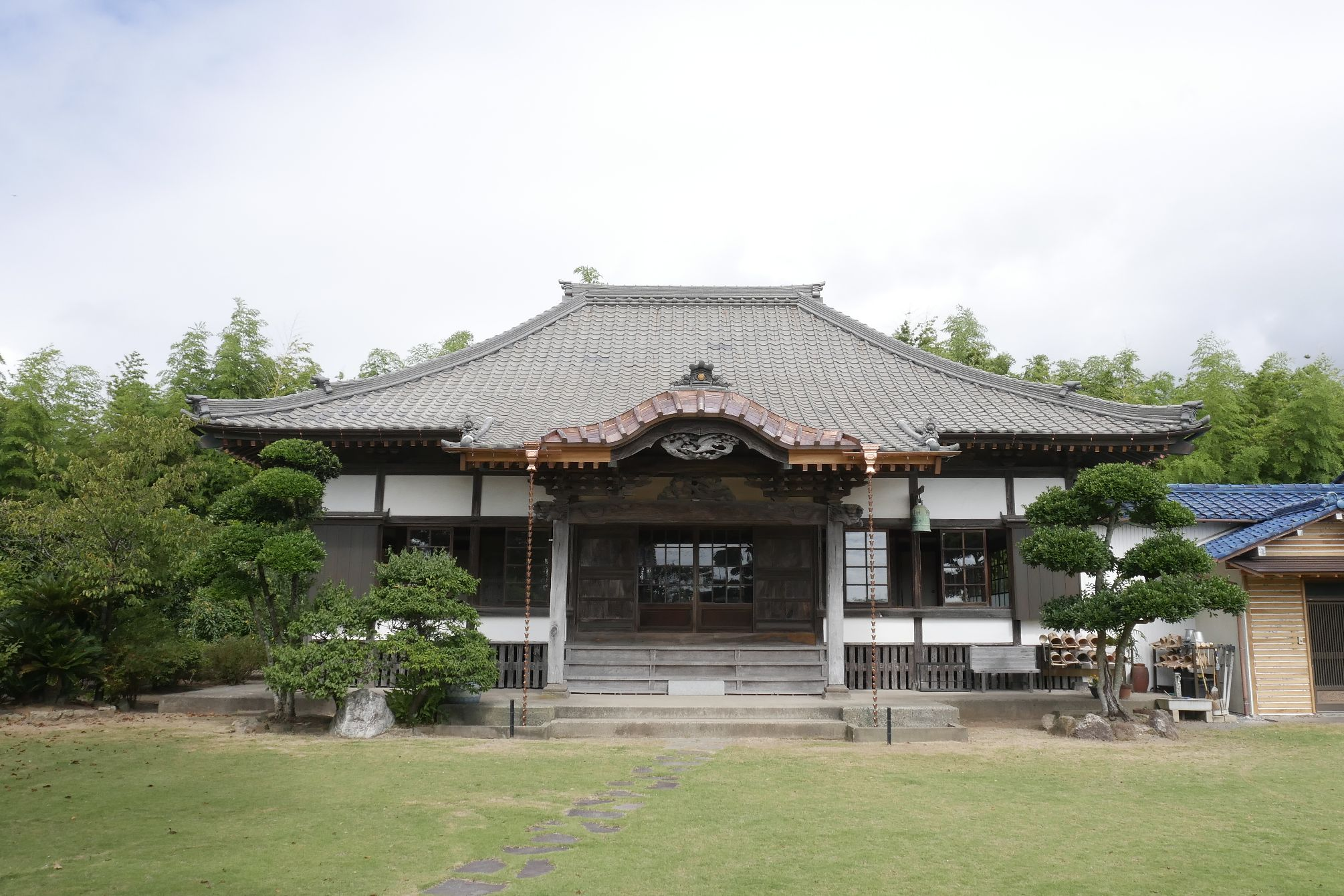
観音寺-寿老人
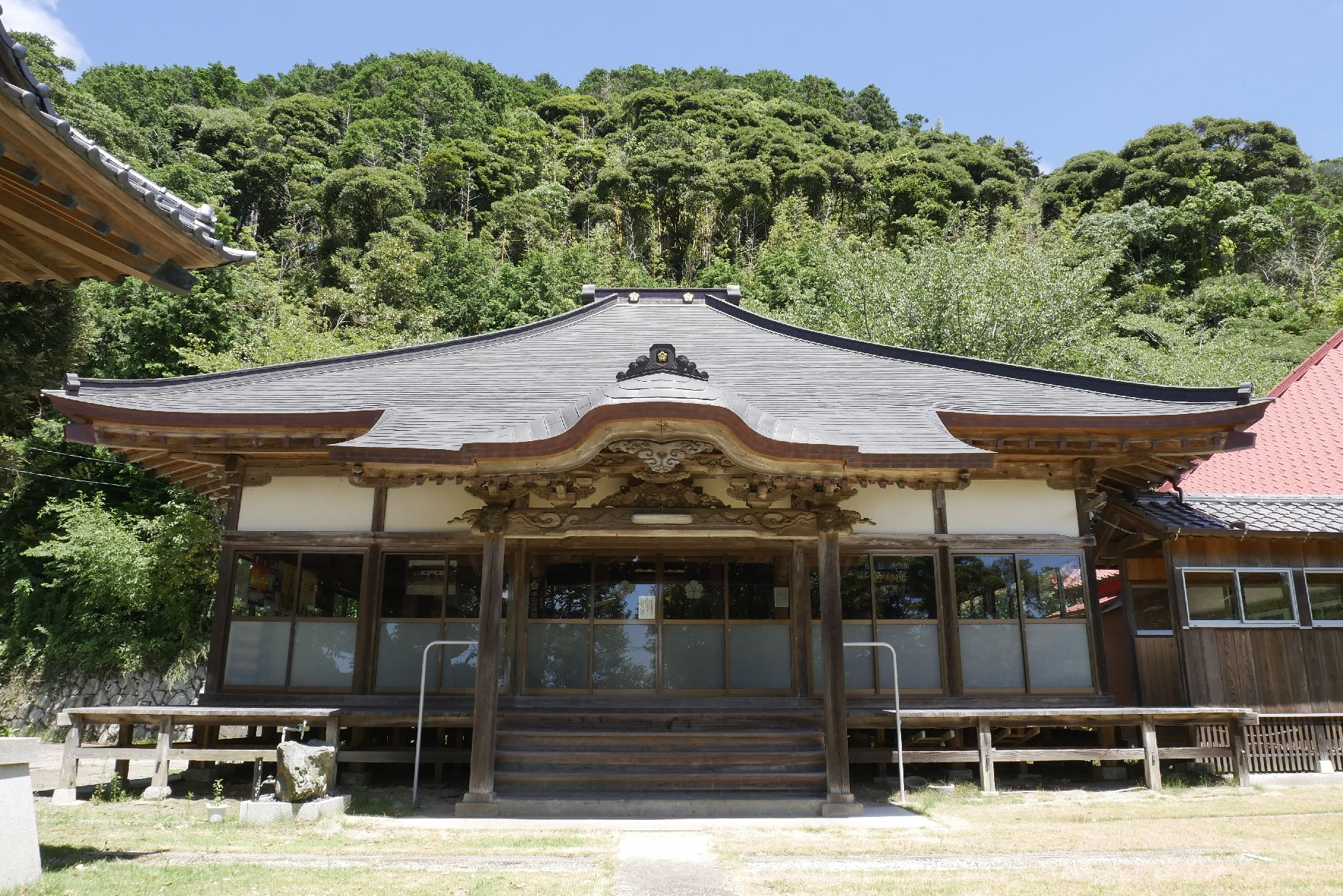
眞言院-恵比寿
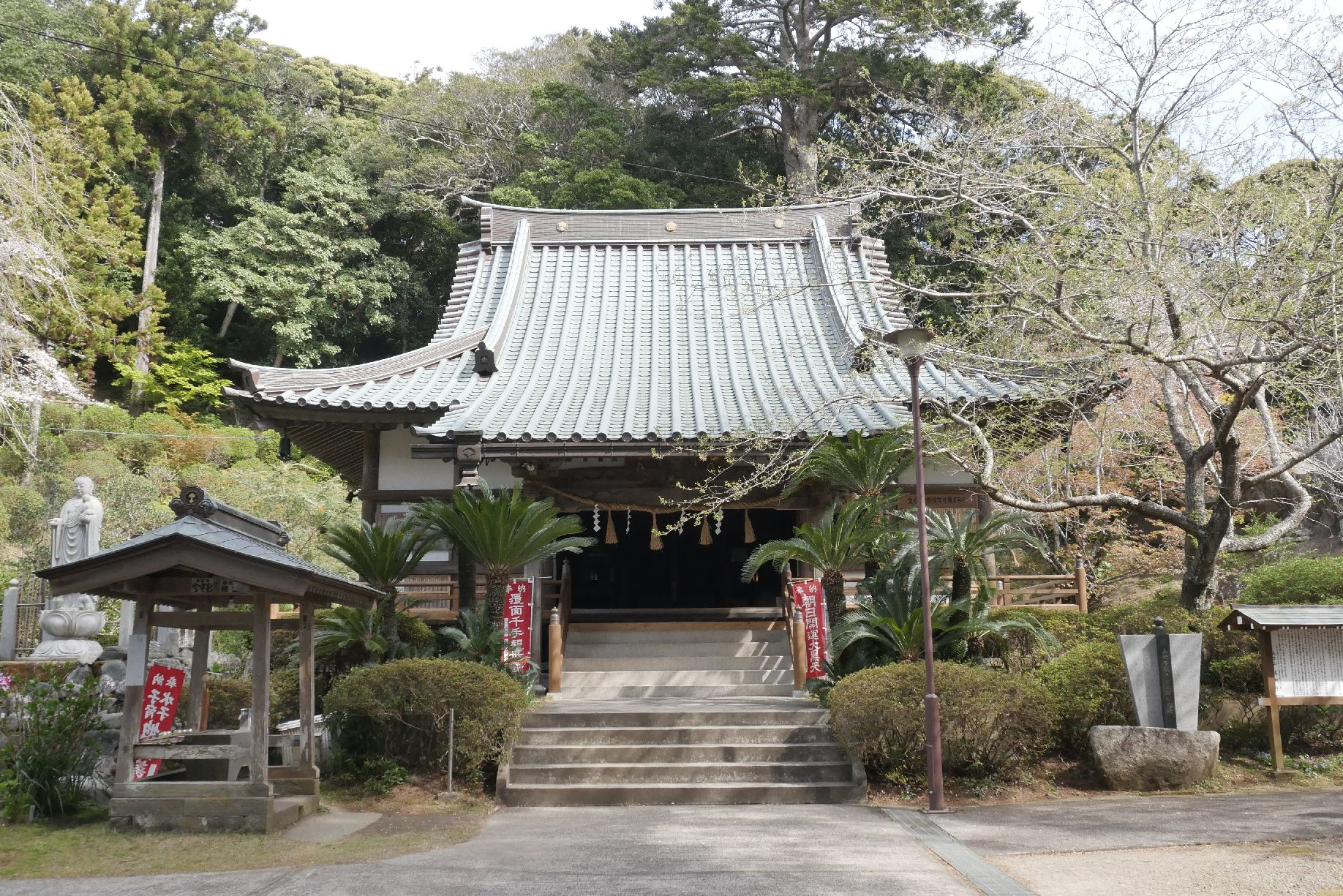
真野寺-大黒天
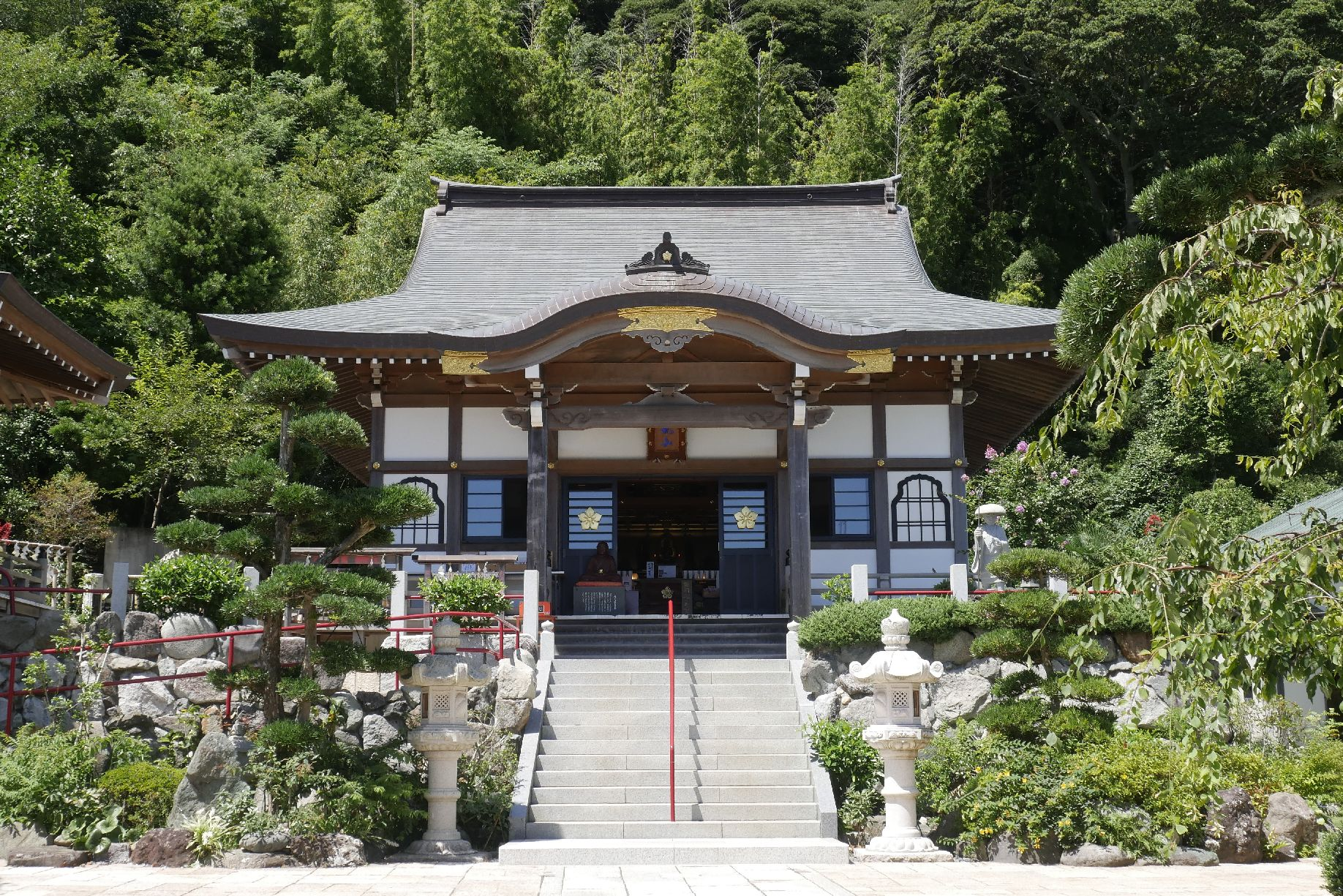
能蔵院-布袋尊
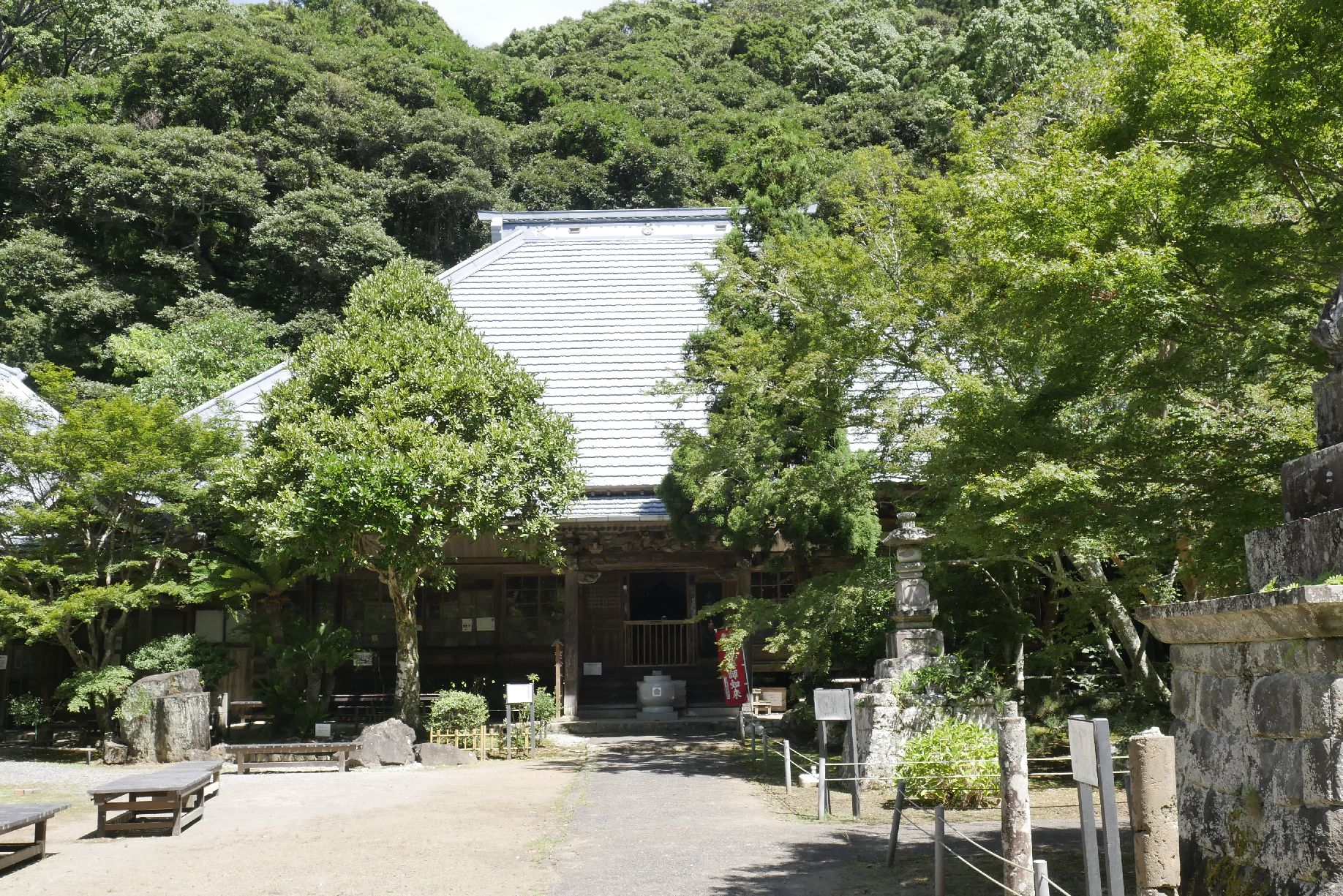
小松寺-毘沙門天
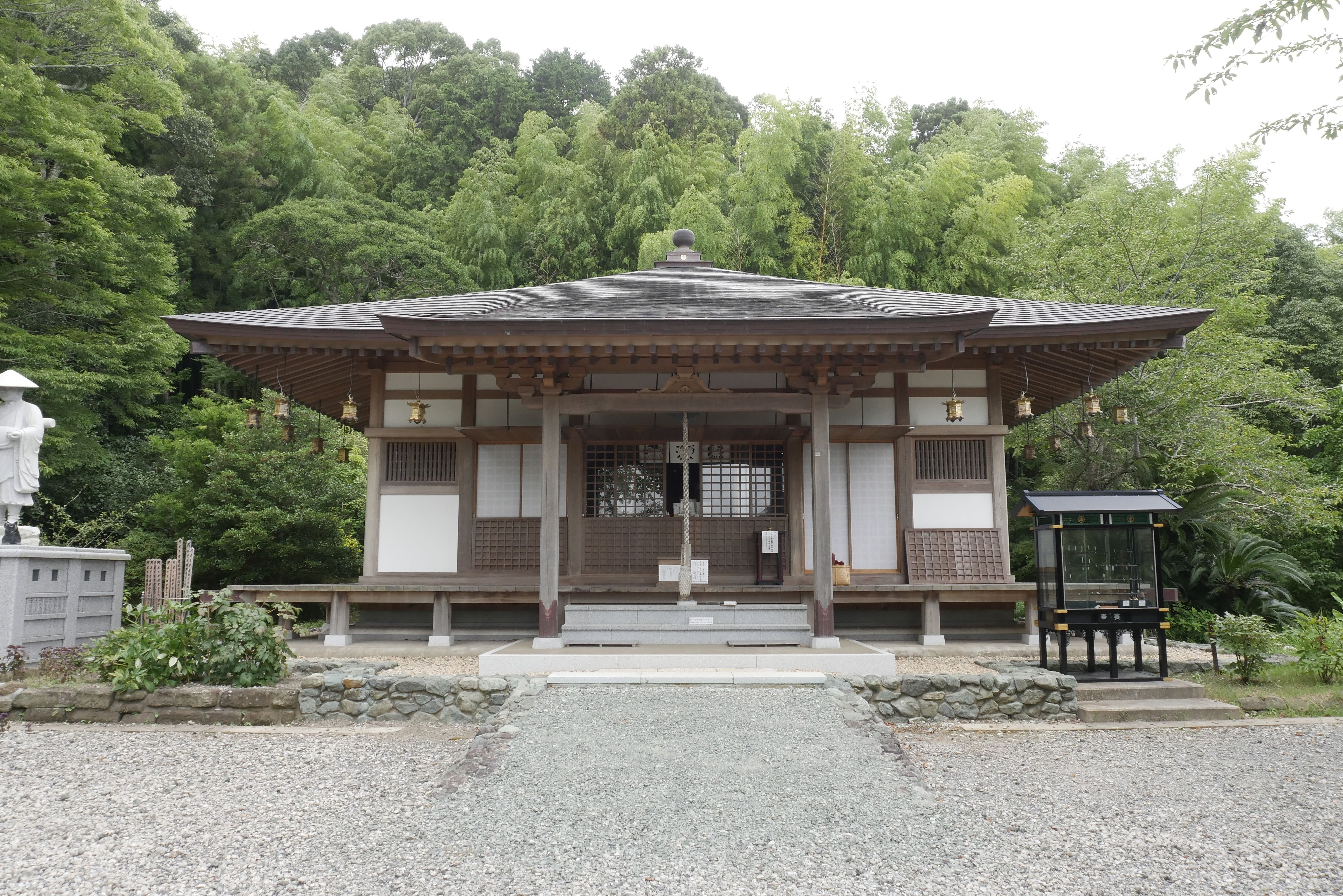
妙音院-弁財天
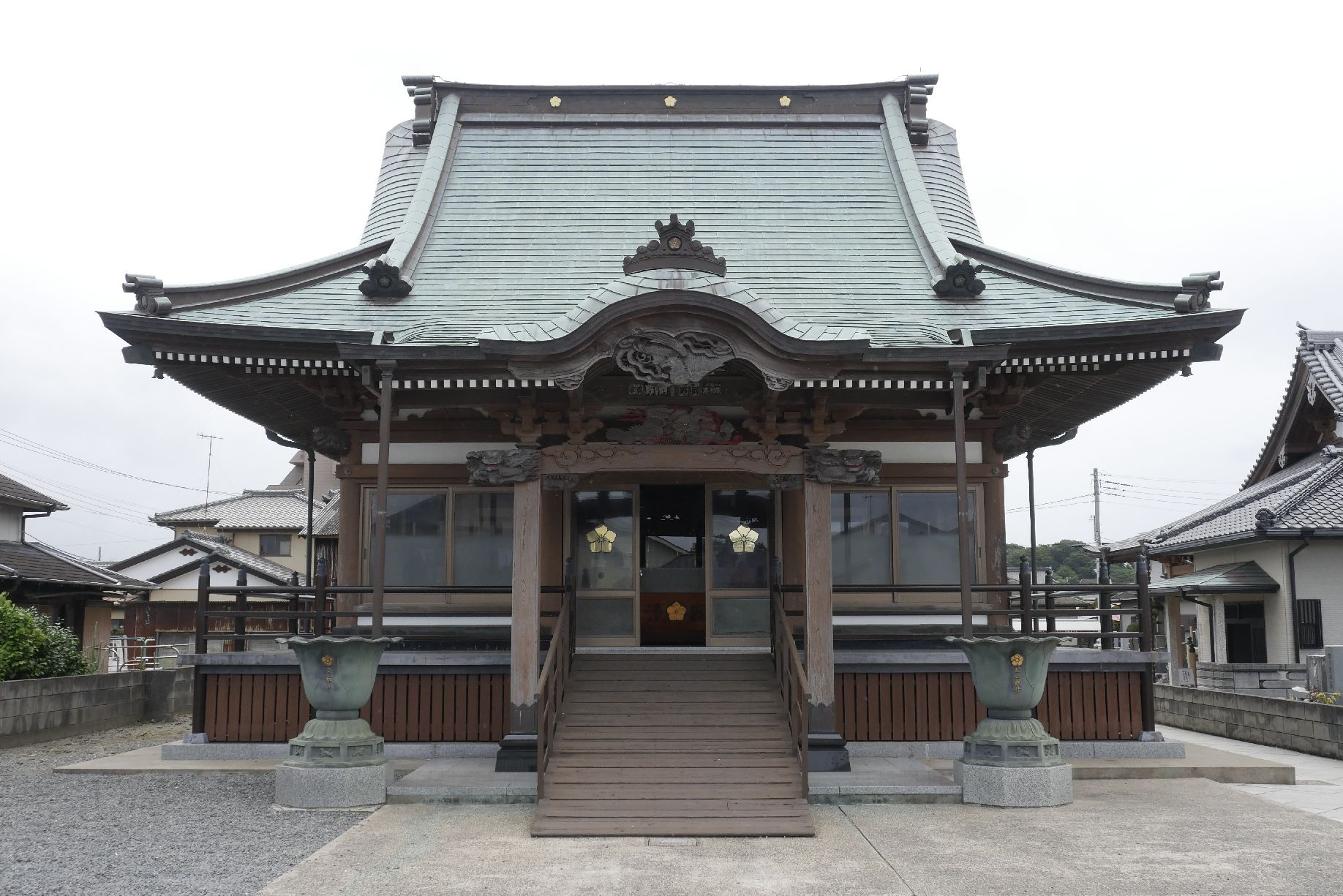
長福寺-福禄寿